# Sergio Balanzino
Sergio Balanzino   (Bolonya, 20 de juny de 1934 - Roma, 25 de febrer de 2018) va ser un diplomàtic italià. Es va graduar en Dret a la Universitat de la Sapienza, en Roma i es va unir al servei de relacions exteriors d'Itàlia el 1958. Va ser ambaixador al Canadà des de maig de 1990 fins a gener de 1994. Llavors va ser ascendit a vicesecretari general de l'OTAN.
Fou Secretari General de l'OTAN accidental en dues ocasions. El 13 d'agost de 1994 va substituir en el càrrec en Manfred Worner. Després, el 17 d'octubre de 1994, va ser substituït per Willy Claes, qui es va veure forçat a dimitir quan fou acusat de corrupció el 20 d'octubre de 1995. Balanzino va tornar a prendre les regnes de la Secretaria General fins al 5 de desembre de 1995, quan va ser finalment substituït per Javier Solana. Posteriorment va fer de professor a la Universitat Loyola Chicago a Roma.